# 医療的ケア児
医療的ケア児とは、医学の進歩を背景として、かつては「新生児死亡」となっていたような人工呼吸器や胃ろう等医療ケアが常時必須な状態で産まれても生存出来るようになった子供たち。これまでであれば出生時の疾患や障害のために命を落としていた彼等は産まれた直後からNICU等に長期入院、その後も上記を含むタン吸引や経管栄養などの日常的な医療的ケアが必要である。

## 概要
医療技術の進歩で、かつては乳幼児の時点で亡くなってしまうような状態で産まれた命が救えるようになった半面、新生児集中治療室（NICU）を退院後も、常時人工呼吸器の管理やたんの吸引といった医療的ケアが必須な「医療的ケア児」と呼ばれる子どもが発生するようになった。
医療的ケア児の判定基準　厚⽣労働科学研費補助⾦（障害者政策総合研究事業）
平成30年〜令和元年度（平成31年度）「障害福祉サービス等報酬における医療的ケア児の判定基準確⽴のための研究」より出典（https://www.mhlw.go.jp/content/12401000/000678629.pdf）
①人工呼吸器（NPPV、ネイザルハイフロー、パーカッ ションベンチレーター、排痰補助装置、⾼頻度胸壁 振動装置を含む） 基本スコア10点　見守りスコア2-1点(注釈1)
②気管切開 基本スコア8点 見守りスコア2点(注釈2)
③⿐咽頭エアウェイ 基本スコア5 見守りスコア1点
④酸素療法 基本スコア8点 見守りスコア1
⑤吸引 口鼻腔・気管内吸引 基本スコア8点 見守りスコア1点
⑥利⽤時間中のネブライザー使⽤・薬液吸⼊ 基本スコア3点 見守りスコア0点
⑦経管栄養 経鼻胃管、胃瘻 基本スコア8点 見守りスコア2点
　　　　　　経鼻腸管、経胃瘻腸管、腸瘻、食道瘻 基本スコア8点 見守りスコア2点
　　　　　　腸瘻・腸管栄養 基本スコア8点 見守りスコア2点
　　　　　　持続経管注入ポンプ使用 基本スコア3点 見守りスコア1点
⑧中心静脈カテーテル 中⼼静脈栄養、肺⾼⾎圧症治療薬、⿇薬など 基本スコア8点 見守りスコア2点
⑨その他の注射管理 皮下注射（インスリン、麻薬など） 基本スコア5点 見守りスコア1点
⑩血糖測定(注釈3) 利⽤時間中の観⾎的⾎糖測定器 基本スコア3点 見守りスコア0点
　　　　　　　　　 埋め込み式血糖測定器による血糖測定(注釈4) 基本スコア3点 見守りスコア1点
⑪継続する透析（血液透析、腹膜透析を含む） 基本スコア8点 見守りスコア2点
⑫排尿管理(注釈3) 利⽤時間中の間⽋的導尿 基本スコア5点 見守りスコア0点
　　　　　　　　　持続的導尿（尿道留置カテーテル、膀胱瘻、腎 瘻、尿道ストーマ） 基本スコア3点 見守りスコア1点
⑬排便管理(注釈3) 消化管ストーマ 基本スコア5点 見守りスコア1点
⑭痙攣時の管理 座薬挿⼊、吸引、酸素投与、迷⾛神経刺激装置 の作動など 基本スコア3点 見守りスコア2点

◆新スコアの注意事項
(注釈1)人工呼吸器の⾒守りスコアについては、⼈⼯呼吸器回路が外れた場合、⾃発呼吸がないために直ちに対応する必要がある場合は「⾼」2点、ただちにではないが、 概ね15分以内に対応する必要がある場合は、「中」1点、それ以外の場合は「低」0点と分類する。
(注釈2)⼈⼯呼吸器と気管切開の両⽅を持つ場合は、気管切開の⾒守りスコアを加点しない。
(注釈3)⑩⾎糖測定、⑫排尿管理、⑬排便管理については、複数項⽬のいずれか⼀つを選択する。

(注釈4)インスリン持続皮下注射ポンプと埋め込み式血糖測定器とが連動している場合は、血糖測定の項目を加点しない。
1. ↑  “医療的ケア児を取り巻く環境と親子の課題”. 医療的ケアシッター ナンシー. 2022年11月5日閲覧。
2. ↑  “社説(5/21)：医療的ケア児法案／学びの確保 十分な支援を”. 河北新報オンライン (2021年5月21日). 2022年11月5日閲覧。